# J. William Lloyd

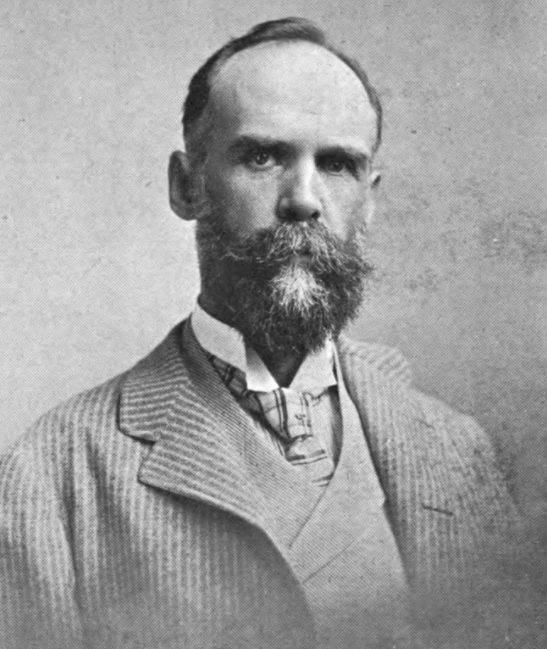
Foto de John William Lloyd tomada en 1904

John William Lloyd (más conocido como J. William Lloyd) (4 de junio de 1857 - 1940) fue un anarquista individualista y un médico estadounidense. Fue editor de Free Comrade. Lloyd nació en Nueva Jersey, y más tarde se trasladó a Grahamville, Florida. Basó su anarquismo individualista en el iusnaturalismo, más que en el egoísmo como hizo Benjamin Tucker, lo que fue una fuente de conflicto en las que habían sido relaciones de amistad entre él mismo y Tucker. Lloyd posteriormente modificó su posición al minarquismo.
Lloyd era conocido como el "médico sin drogas". Fue autor de diversos escritos, algunos no publicados, sobre el tema de las relaciones de pareja ideales. y sobre el médoto karezza.